# Stratford International (DLR)
Stratford International (en anglais : Stratford International DLR Station), est une station, terminus de la branche est-nord, de la ligne de métro léger automatique Docklands Light Railway (DLR), en zone 2 et 3 Travelcard. Elle  est située sur la Station Street, à Stratford dans le borough londonien de Newham sur le territoire du Grand Londres.
Elle est en correspondance avec les trains de la gare de Stratford International.

## Situation sur le réseau

Plan de la ligne du métro léger DLR.

Située en tranchée, Stratford International est la station terminus, de la branche est-nord de la ligne de métro léger Docklands Light Railway, elle est établie après la station Stratford (DLR), en direction de la station de bifurcation Canning Town (DLR),. Elle est en zone 2 et 3 Travelcard.
Station terminus, elle dispose des deux voies de la ligne encadrant 1 quai central et quatre aiguilles pour le passage des rames d'une voie à l'autre.

## Histoire
La station terminus Stratford International (DLR) est mise en service le 31 août 2012 lors de l'ouverture de la totalité de la branche est-nord, depuis Canning Town (DLR).

## Services aux voyageurs

### Accès et accueil
L'entrée principale est située à l'angle de la Celebration Ave et l'International Way sur laquelle donne également une entrée secondaire.

### Desserte
La station terminus Stratford International DLR est desservie par les rames des relations : Stratford International - Beckton, et Stratford International - Woolwich Arsenal,,.

Installations et desserte
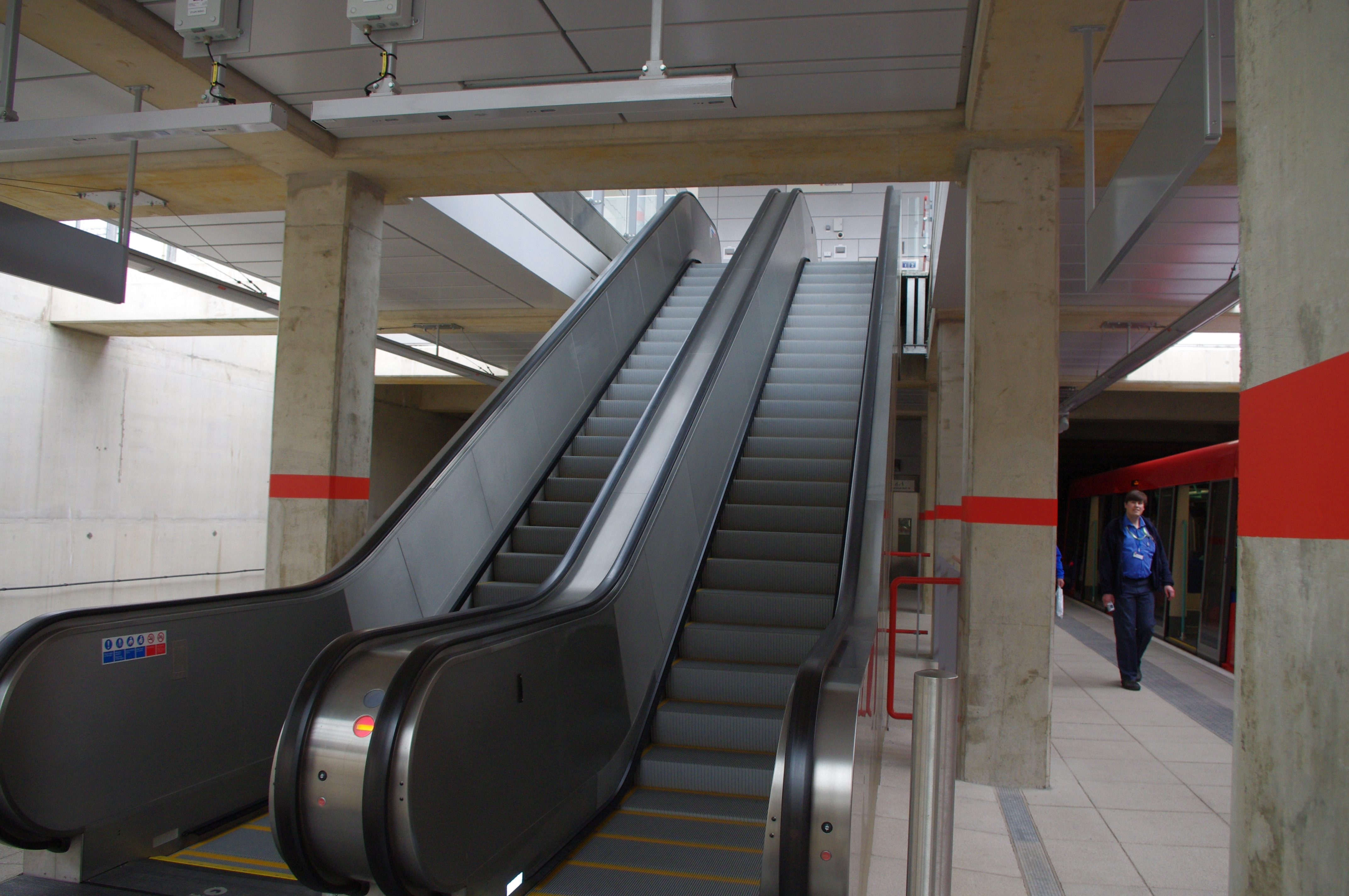
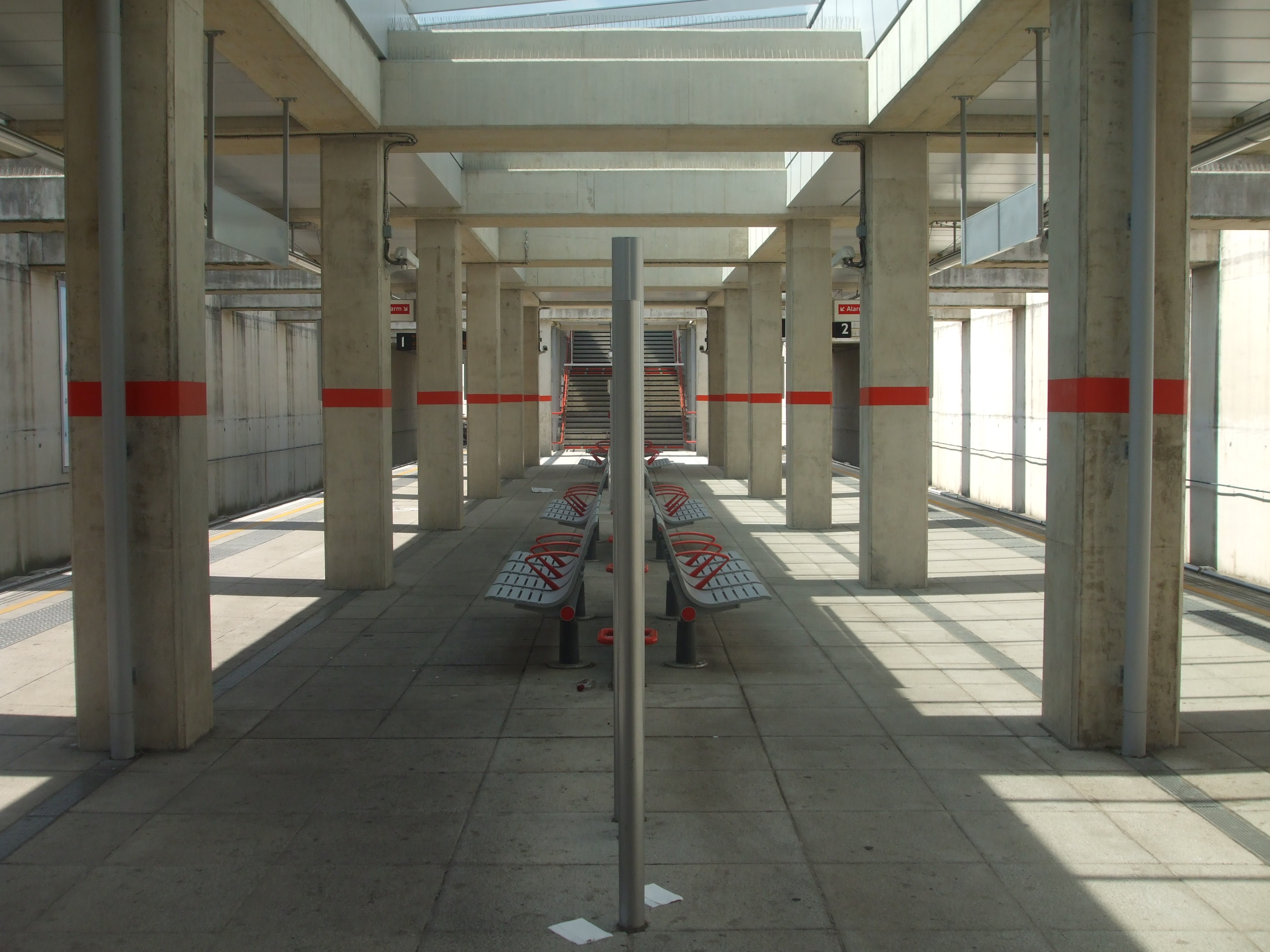
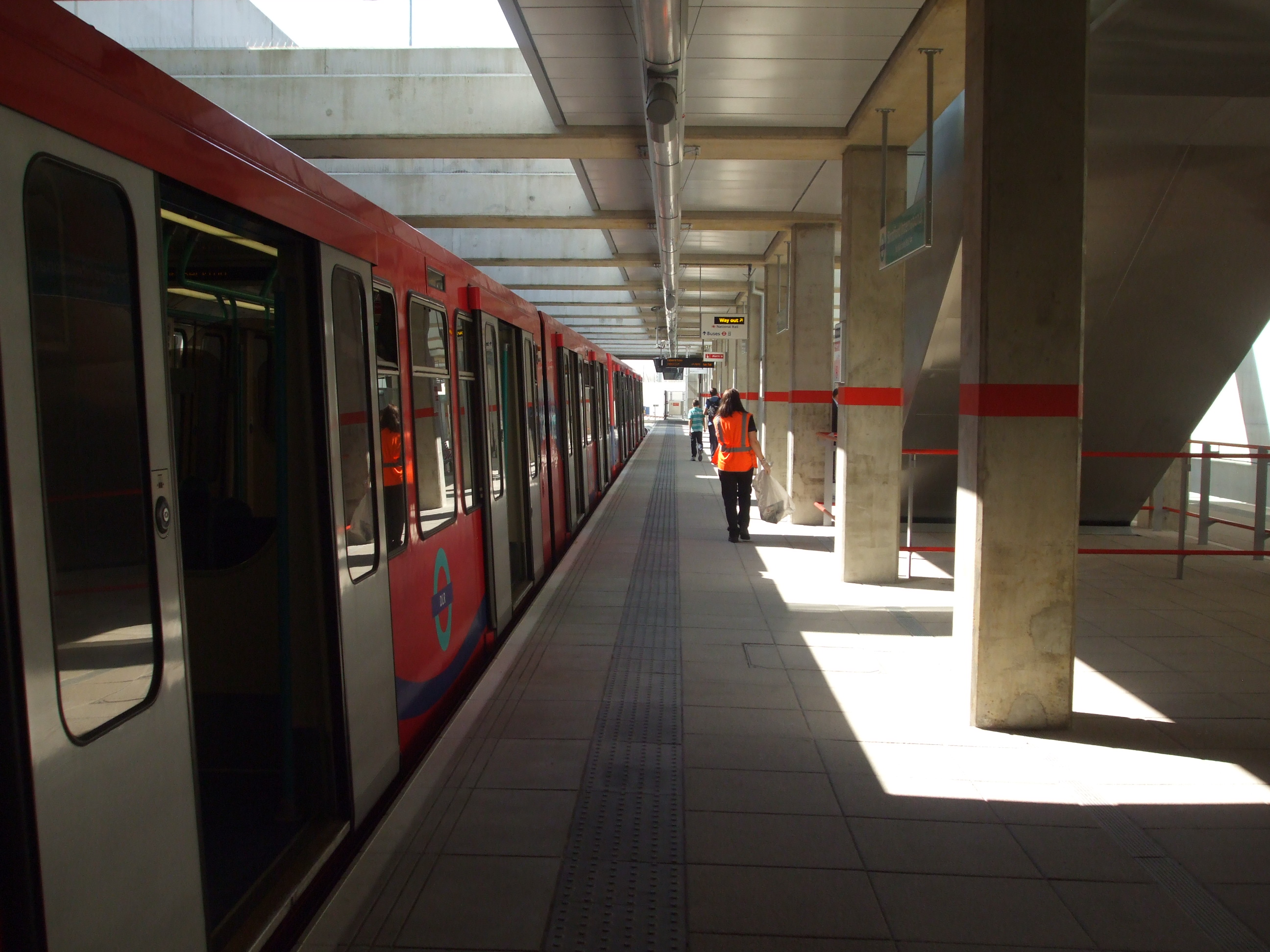

### Intermodalité
La station est en correspondances avec les trains, grandes lignes, de la gare de Stratford International.
Une station de bus, à proximité, est desservie par les lignes : 97, 308, 339, 388, D8 et N205.

## À proximité
- Stratford
- Westfield Stratford City
- Parc olympique de Londres
- Tour Orbit